# Tudorovići
Tudorovići (en serbe cyrillique : Тудоровићи) est un village du sud du Monténégro, dans la municipalité de Budva.

## Démographie

### Évolution historique de la population
| 1948 | 1953 | 1961 | 1971 | 1981 | 1991 | 2003 |
| ---- | ---- | ---- | ---- | ---- | ---- | ---- |
| 120  | 113  | 98   | 20   | 5    | 0    | 4    |